# 東鞍馬口通
東鞍馬口通（ひがしくらまぐちどおり）は京都市内の東西の通りの一つ。東は白川通と交差し京都造形芸術大学に突き当たる上終町から西は高野川の蓼倉橋を渡り京都市立下鴨中学校に突き当たる下鴨東通まで。また蓼倉橋は人道橋のため、車は高野川東岸の川端通までしか通行できない。西の延長線上にある鞍馬口通とは下鴨東通から下鴨本通付近の下鴨神社西門まで中断している。

## 沿道の主な施設
- 京都造形芸術大学 上終町（白川通）
- 叡山電鉄 - 茶山・京都芸術大学駅 やや北に離れる
- 京都市左京図書館
- 京都市立下鴨中学校 下鴨泉川町（下鴨東通）